# Perlfeh

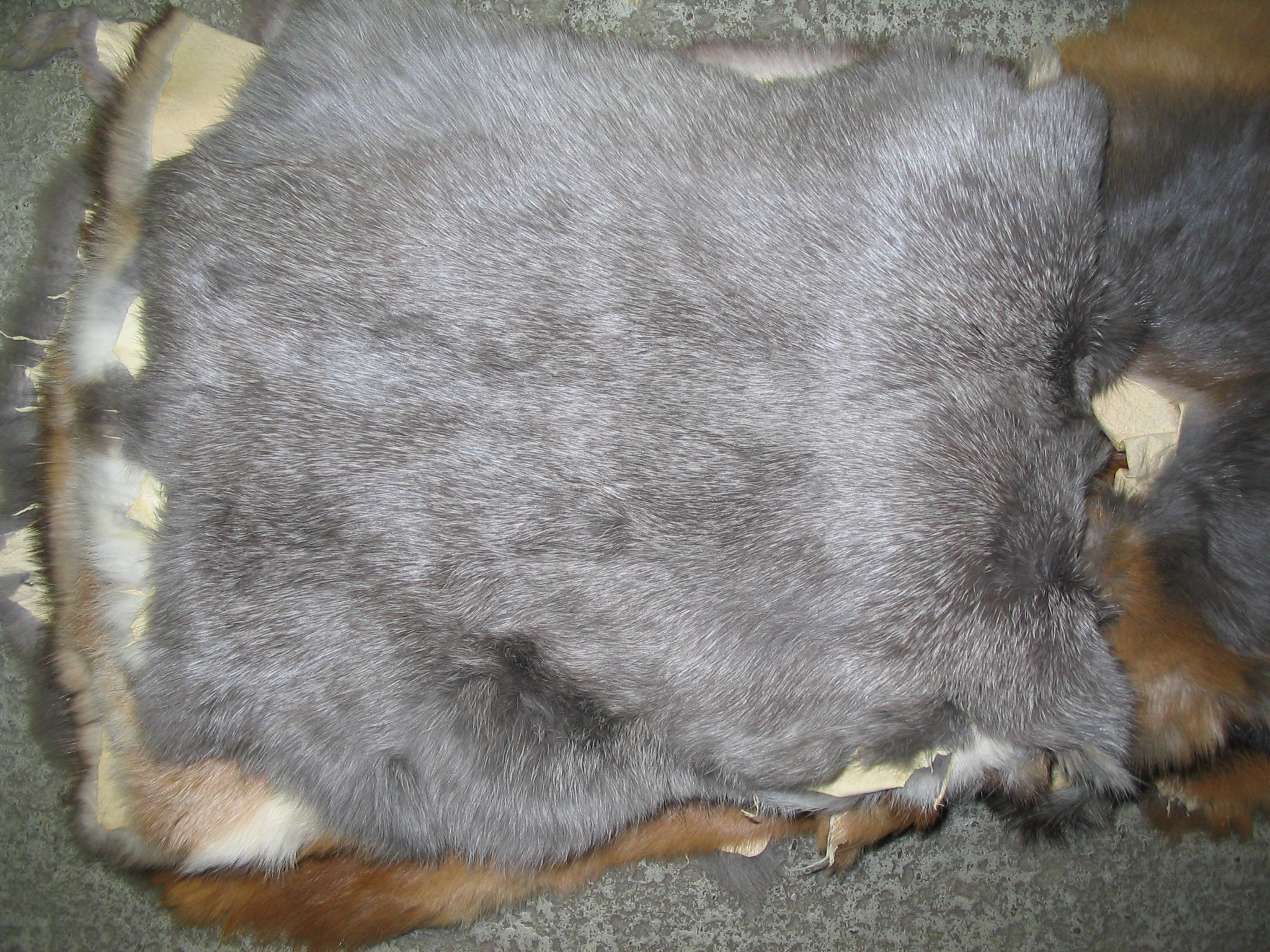
Perlfehfell

Das Perlfeh ist eine kleine, blauwildfarbige etwa 2,5 kg schwere Kaninchenrasse. Wie beim Marburger Feh war das Zuchtziel eine Imitation des Fehfells, dem Fell des Sibirischen Eichhörnchens. Dessen Fell hat eine bläuliche Farbe mit charakteristischer Perlung, die dem Marburger Feh fehlt, beim Perlfeh wird sie durch das Vorhandensein der dunklen Grannenhaare ähnlich wie die „Beraupung“ der Chinchillakaninchen erzielt.
Die entsprechenden Erbformeln lautet: ABCdG bzw. ABCdE Abcdg (Deutsche Symbolik) bzw. abCde (englische Symbolik)

## Geschichte des Perlfehs
Das Perlfeh gehört zu den Kaninchenrassen, die zeitgleich mehrfach unabhängig voneinander herausgezüchtet wurden.
So züchtete Karl Hoffmanns aus Düsseldorf zwischen Erstem und Zweitem Weltkrieg aus Blauen Wienern und wildfarbigen Kaninchen eine Rasse, die er Düsseldorfer Perlfeh nannte.
Parallel zu ihm züchteten Deiniger in Augsburg (Augsburger Fehkaninchen) und Röhmeier in Pinneberg (Perlfeh) Kaninchen mit der gleichen Färbung, die aber lediglich regionale Verbreitung fanden.
Da es sich bei diesen Rassen um Tiere von gleichem Typ und Farbe handelte, wurden die genannten Züchtungen unter dem Namen Perlfeh verschmolzen, unter dem sie heute regelmäßig auf Ausstellungen zu sehen sind.

## Ähnliche Rassen

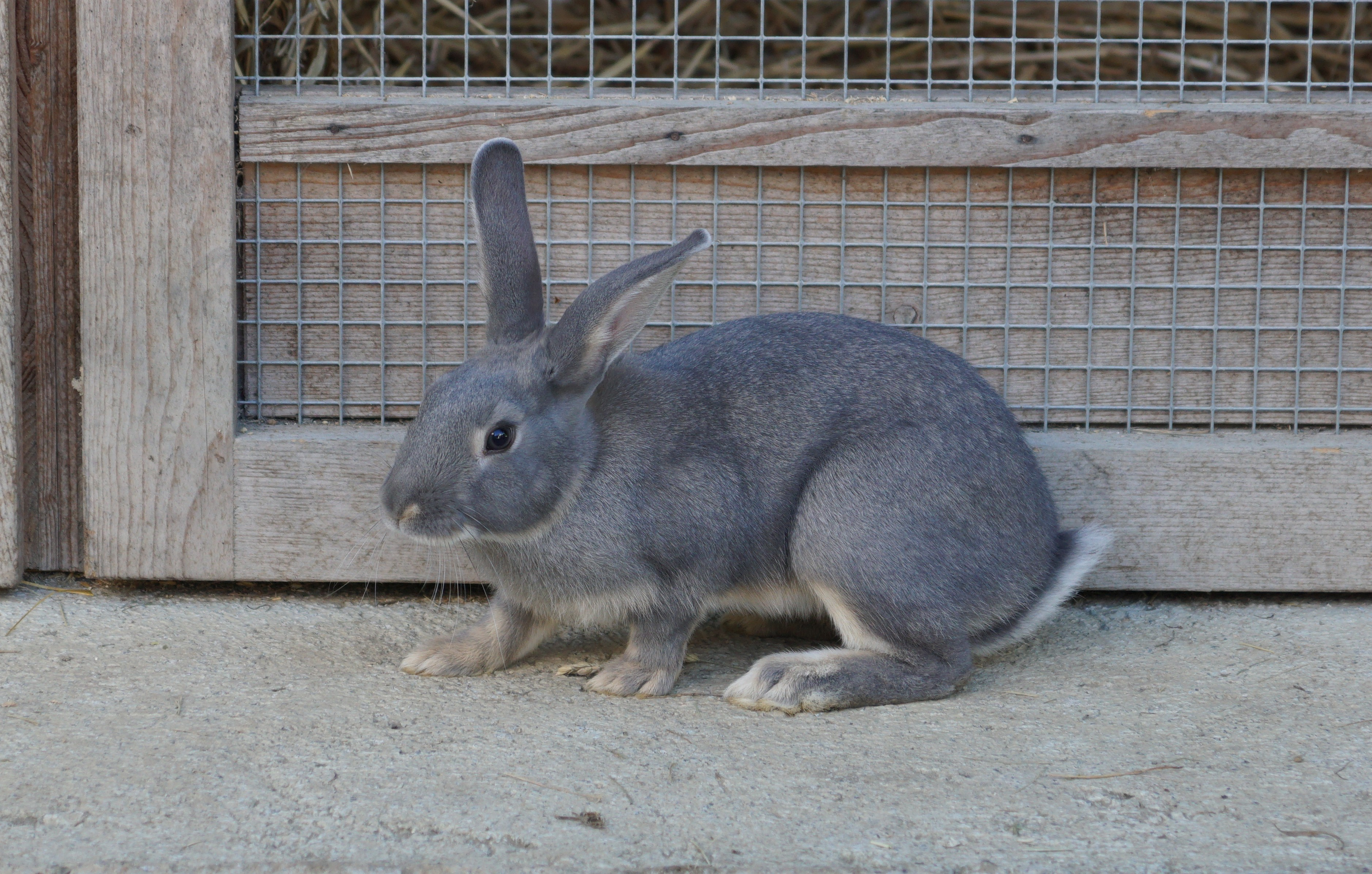
Schweizer Feh

Zur gleichen Zeit, zu der die verschiedenen Typen entstanden, die zum Perlfeh vereinigt wurden, ergaben sich weitere blauwildfarbige, als Feh bezeichnete Typen. Zum Beispiel in der Schweiz das „Schweizer Feh“ und in Frankreich das „Petite Gris de Hal“ und das „Petit Gris“.
Das Honnefer Großfeh wurde als Blaugrauer Wiener bei den Wiener-Rassen eingestellt, noch größere Fehkaninchen als blaugrauer Farbenschlag zu den Riesenkaninchen eingeordnet.
Das Marburger Feh ist ein hellblaues, einfarbiges Kaninchen.
Die Farbe blaugrau oder blauwildfarbig ist daneben als Farbenschlag bei weiteren Rassen, zum Beispiel den Farbenzwergen anerkannt.